# Неврологічний молоточок
Неврологі́чний молото́чок — діагностичний інструмент, що використовується в неврологічному обстеженні для перевірки рефлексів. Молоточок є невід'ємним інструментом лікаря-невропатолога. Молоточком завдають різких несильних ударів по певних місцях й оцінюють силу рефлексу.
Зазвичай його форма нагадує молоточок. Як правило, різні за конструкцією моделі називаються на честь винахідника. Розробили свої варіанти такі неврологи: Жозеф Бабінскі, Жуль Дежерін, Вільям Крістофер Краусс, Авраам Рабінер, Джон Медісон Тейлор, Ернст Тремнер та ін.

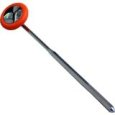
Молоточок Бабінські
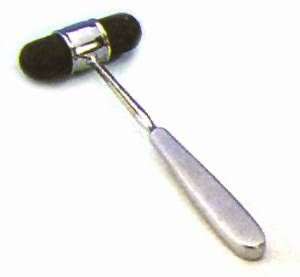
Молоточок Дежерина
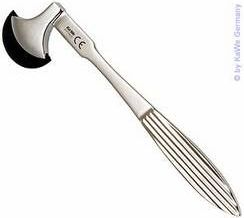
Молоточок Берлінера
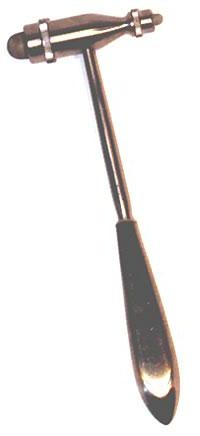
Молоточок Тремнера
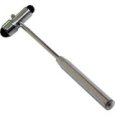
Молоточок Бака
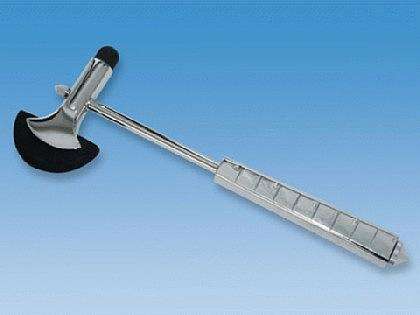
Молоточок Варіо